# Kathleen Wynne
Kathleen O'Day Wynne (Toronto, 21 de maig de 1953) és una política canadenca, 25a primera minista d'Ontario. Des del 2013, és diputada de l'Assemblea Legislativa d'Ontario, representant de la circumscripció de Don Valley West per al Partit Liberal. És la primera premier d'Ontario i la primera cap d'un govern provincial o federal del Canadà que és obertament homosexual. Va ser ministra d'Assumptes Municipals i Habitatge i d'Afers Aborígens fins a dimitir per ser candidata a líder del partit.